# Trichogramma cacaeciae
Trichogramma cacaeciae är en stekelart som beskrevs av Élie Marchal 1927. Trichogramma cacaeciae ingår i släktet Trichogramma och familjen hårstrimsteklar. Inga underarter finns listade i Catalogue of Life.